# Exercice illégal de la profession d'avocat
L'exercice illégal de la profession d'avocat est une infraction pénale prévue dans les lois de plusieurs pays. Elle découle de règles limitant l'exercice de la profession d'avocat aux seuls membres d'un ordre professionnel des avocats. Les règles sont différentes en fonction des pays. 

## Droit par pays

### Canada
Au Canada, les règles relatives à l'exercice illégal de professions reconnues par la loi sont de compétence provinciale car il s'agit d'une question liée à la propriété et les droits civils et à l'infliction de punitions par voie d'amende pour les infractions aux lois de compétence provinciale. 

#### Québec
Au Québec, la profession d'avocat est une profession d'exercice exclusif. La Loi sur le Barreau prévoit à l'art. 128 L.B. quels sont les gestes qui sont du ressort exclusif de la profession d'avocat. Les articles 132 à 140 L.B. prévoient les règles relatives à l'exercice illégal de la profession d'avocat. L'article 132 L.B. énonce que les peines de l'article 188 du Code des professions  sont applicables à l'exercice illégal. L'art. 140 L.B. autorise le Barreau à intenter une poursuite conformément à l'article 10 du Code de procédure pénale.

### France
La profession d'avocat est une profession réglementée en France. Son exercice illégal peut être considéré sous l'angle du droit pénal spécial. 